# マルボドゥウス

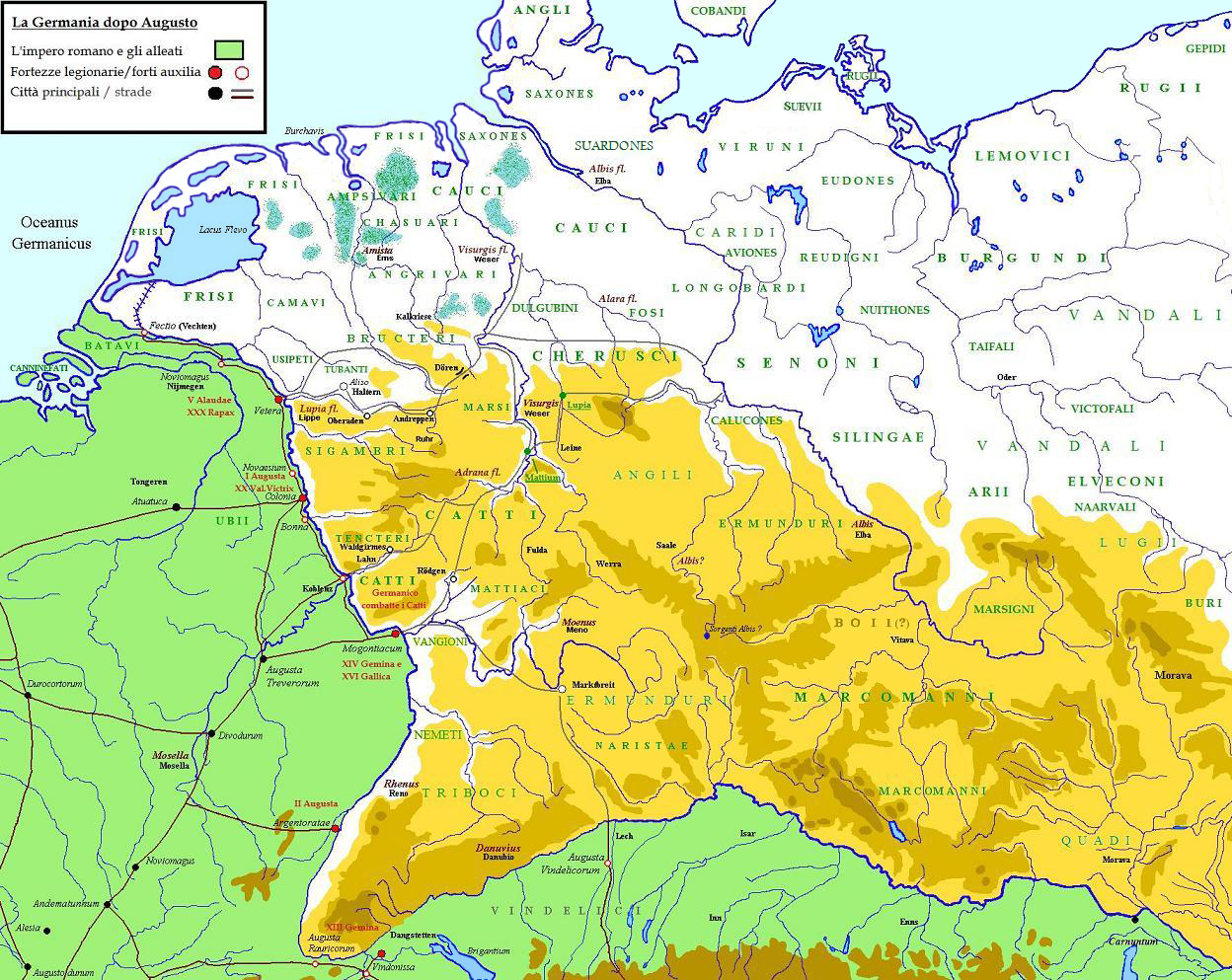
1世紀のゲルマニア

マルボドゥウス（ラテン語:Maroboduus、紀元前30年頃 - 紀元37年）は、帝政ローマ初期のスエビ人系のマルコマンニ族の族長である。親ローマのスタンスを取り、ゲルマン系ケルスキ族のアルミニウスと激しく争った。

## 概要
マルボドゥウスはマルコマンニ族の貴族の出身であった。マルコマンニ族は紀元前10年に大ドルススらの遠征で屈服し、マルボドゥウスはローマへの人質となったが、ローマ滞在時は皇帝アウグストゥスの知遇を得た。紀元前9年頃、マルボドゥウスはゲルマニアへ戻って、暫くしてマルコマンニ族の族長となった。 大ドルスス、ティベリウスの遠征によってライン川以西及びドナウ川以南をローマ領へ組み入れ、ローマ化を進めたことから、マルボドゥウスはローマの影響の及ばない後のボヘミアへマルコマンニ族を連れて移り住んだ。 ボヘミアでマルボドゥウスはマルコマンニ族の「王」を自称し、近隣に居住していた同じゲルマン系の部族もマルボドゥウスの威に従い、マルボドゥウスはこれらを組織化した。
アウグストゥスは、マルボドゥウスの勢力が強まることは、イタリア本国から程近い立地にあることもあって、ローマにとって危険と考えたことからマルコマンニ討伐を計画し、ティベリウスにローマ軍を率いて、マルコマンニ族を討つように指示を出した。
6年、首都ローマの後背にあたるイリュリア及びダルマティア両属州で大規模な反乱が勃発し、対処を迫られたローマはマルコマンニ討伐を中止して、ティベリウスを反乱鎮圧に向かわせた。その際にマルコマンニ族が反乱側へ加担しないよう、友好協定を結ぶと共に、マルボドゥウスをマルコマンニ族の王と認めた。
かねてより、マルボドゥウスはケルスキ族のアルミニウスと対立関係にあった為、北に勢力を持つアルミニウスと南に勢力を有するマルボドゥウスが協力してローマ領へ攻撃を仕掛けることは無かった。
9年のトイトブルク森の戦いに勝利を収めたアルミニウスは、トイトブルクの敗将・プブリウス・クィンクティリウス・ウァルスの首をマルボドゥウスに送り届けて共闘を促したものの、マルボドゥウスはローマとの友好関係を重視して、ウァルスの首をアウグストゥスの元へ送った。14年からのゲルマニクスとアルミニウスの間の戦争でも中立を守り、アルミニウス側に付くことは無かった。
ゲルマニクスがシリア属州総督へと転じ、事実上ローマがゲルマニア制覇から手を引いたことを受けて、17年からマルボドゥウスとアルミニウスの間で戦いが勃発した。マルボドゥウスは敗北して18年に拠点であるボヘミアへと撤退し、アルミニウスは包囲・攻撃したものの、ボヘミアは天然の要害であり攻略は成らなかった。19年、マルボドゥウスが先年追放したカトゥアルダ（Catualda）がマルコマンニ族へ戻り、マルボドゥウスと争った結果、マルボドゥウスは敗北してローマへと逃れた。皇帝ティベリウスはマルボドゥウスを手厚く迎えて、ラヴェンナに住居を提供した。マルボドゥウスは37年の死去まで家族と共にラヴェンナで過ごした。
なお、マルボドゥウスの失脚後、マルコマンニ族は反ローマへ舵を切り、遥か後のアウレリウス帝の時代にマルコマンニ戦争を戦うこととなった。